# 鋼琴塊2
《鋼琴塊2》（英語：Piano Tiles 2）又稱《別踩白塊兒2》，是獵豹移動自主研發的一款將音樂和街機玩法結合的手機遊戲。有多種來自世界各地的音樂。

## 玩法
玩法和原始版相同，但增加了長條塊、狂戳塊、滑塊、伴奏塊和爆裂塊。点到白块或错过任何块游戏便會结束。
鋼琴塊2中的歌曲主要由古典音樂、民間音樂、流行音樂和原創音樂組成，
古典樂曲包括卡農（等級）、匈牙利舞曲No.5（等級）和肖邦、貝多芬等著名音樂家的作曲
民謠歌曲包括小星星（等級）、鈴兒響叮噹（等級）、兩隻老虎（等級）等
流行音樂有人間迷走（精選）、慢慢來（精選）、不孤單（精選）等
原創樂曲則有青石巷（等級）、字裡行間（等級）等。歌曲可以通過升級、購買或透過限時活動解鎖。有時候，每季都會有更多的民歌和喜慶歌曲（如《青春》（精選））。

## 命名由來
這款遊戲的開發可追朔回2014年時，當時同公司（獵豹移動）的作品：《別踩白塊兒》
官方便將其視為該遊戲的續作，因此最初將本遊戲命名為《別踩白塊兒2》
而後於2015年起官方正式更名為《鋼琴塊2》

## 開發歷史

### 獵豹移動 時期
《鋼琴塊2》從實現玩家音樂夢想的角度出發，以大量世界知名鋼琴曲為內容，融合了街機遊戲極富挑戰性的玩法，上線後，迅速成為2015年全球最為火爆的音樂手遊。
2016年起，遊戲開始發行音樂。在網易雲音樂，Spotify、iTunes和YouTube均有發布歌曲。
2016年5月，流行音樂新版本發布，當時的流行歌曲《管不住的音符（Free Loop）》、《壞天氣（Bad Day）》、《Try》、《Dark Side》登陸鋼琴塊2。
2016年8月，遊戲展開一周年活動，在活動日期內，軟體會替換上符合一周年特色的板面包裝設計。並且「音樂」列表也翻新，分支出「等級（Level）」、「精選（Selection）」、「收藏（Favorties）」三個選單
2017年8月，踏入兩周年，全球玩家達到9億，推出了《青石巷 配器版》等歌曲，以及首頁頂部的盤面已經具備了更換功能，並提共多名音樂家的盤面，可隨時更換。「音樂」列表新增「排行（Ranking）」為第四個選單（因停止軟體維護，即使有網路也無法獲得排行榜資訊）
2018年4月，《人間迷走（Faded）》登陸鋼琴塊2。
2018年7月，《慢慢來（Despacito）》及其混音版本《Despacito Remix》登陸鋼琴塊2。
2018年9月，《不孤單（Alone）》登陸鋼琴塊2。
2018年12月，《幽靈（The Spectre）》登陸鋼琴塊2。
2019年12月，遊戲不再支援 Facebook，所有透過此雲端存取的記錄皆已被刪除。
2020年3月，母公司獵豹移動的應用中被發現了危險的廣告軟體和惡意軟體之文件，因此旗下各式應用軟體它已從 Google Play 商店中下架，但使用蘋果的 App Store 仍然保留了該遊戲。

### Kooapps 時期[16]
2023年9月15日，在官方臉書宣布即將重新歸來，可以於 Google Play 商店搶先註冊。
2024年2月15日，第一版重新製作的《鋼琴塊2》上架，Kooapps LLC收購《鋼琴塊2》，並取代獵豹移動延續該遊戲國際版的開發，直至現在。將「音樂」列表內的已經失效的 第四個選單「排行（Ranking）」移除